# 陳汝言
陳汝言（？—？），潼關衛官籍，明朝政治人物，官至兵部尚書。

## 生平
陝西鄉試第三名，正統七年（1442年）壬戌科進士。累官至戶部侍郎。因依附石亨，曹吉祥謀奪門之變，故被石亨舉薦，以取代于谦担任兵部尚书。其在任内栽培党羽，并幫助石亨冒領功勛賞賜者不下四千餘人。天順二年，因被群臣檢舉彈劾，被逮捕下詔獄，籍其家，家有萬產。。